# Zinkografie
Zinkografie je grafická metoda tisku z plochy, která využívá stejného principu jako litografie. V řadě cizojazyčných článků (též ve Wikipedii) je zaměňována s technikou leptu do zinkové desky, která je grafickou technikou tisku z hloubky. O využití zinkových štočků náhradou za drahé litografické kameny se zmínil již vynálezce litografie Alois Senefelder ve svém anglickém patentu z roku 1801. Od zinkografie vedla přímá cesta k autorskému ofsetu a průmyslovému ofsetovému tisku.

## Historie
Alois Senefelder hledal způsob, jak nahradit drahý Solnhofenský kámen levnějším materiálem a nechal si patentovat tisk ze zinkové desky. První úspěšné zkušební tisky provedl roku 1820 francouzský vojenský inženýr a kartograf Claude-Joseph Breugnot, který se u Senefeldera vyučil a metodu využil k tisku map. V roce 1834 si techniku tisku map z velkých zinkových desek nechal patentovat pod názvem géorama nebo zincographie.
Roku 1837 Breugnot prodal svůj proces Eugène Florent Kaeppelinovi, který tiskl topografické mapy pro Ministerstvo války a také přírodopisné ilustrace a výkresy. Kolem roku 1840 se zinkografie začala používat v Anglii.
V letech 1860–1890 rozvinula průmyslový tisk na principu zinkografie pařížská dílna Jeana Noëla Monroqua (1819–1913), která produkovala plakáty, etikety a viněty. Jeho syn Léon Monrocq (1857–1902) vydal roku 1878 příručku Manuel de lithographie sur zinc. Po roce 1850 se začala uplatňovat ve strojovém tisku fotozinkografie, která umožňovala tisk půltónů a konkurovala metodě Woodburytypie
Roku 1879 začal Henri Voirin (1827–1887) jako jeden z prvních užívat k tisku ze zinkových desek rotační gumové válce a připravil cestu k ofsetovému tisku (1895). Zinkografie byla populární ještě v letech 1900–1920 při tisku barevných ilustrací v časopisech, které nabízely iluzi litografického tisku.

## Postup
Metoda je odvozena z litografie a užívá stejného principu, založeného na odpuzování vody mastnou barvou. Původní postup užíval k přípravě zinkové desky kyseliny sírové nebo chlorovodíkové a kresbu preparoval roztokem arabské gumy s kyselinou fosforečnou..
Podle Krejči se nová deska nazrní pomocí skleněných kuliček a karborundového písku v brousicím stroji. Povrch se zbaví oxidů roztokem kamence s kyselinou dusičnou, omyje vodou a osuší. Kresba se provádí litografickou křídou nebo tuší (pro přímý otisk z desky stranově převráceně, pro tisk ofsetem nepřevrácená). Deska se pak preparuje roztokem Strackerovy soli ve vodě. Kresba se zapráší mastkem zatře leptadlem a omyje vodou, pak navlhčí roztokem arabské gumy. Kresba se vymyje asfaltovou tinkturou v terpentýnovém oleji a naválí barvou. Přebytečná guma se odmyje vodou, deska se znovu naválí barvou a tiskne.